# Нишанташи
Нишанташи (тур. Nişantaşı) — квартал в районе Шишли, расположенный на европейской стороне Стамбула (Турция). Он в свою очередь делится на районы Тешвикие, Мачка, Османбей и Пангалты. Нишанташи — торговый и жилой район, один из самых престижных районов Стамбула. В нём находятся магазины модной одежды, универмаги, кафе, пабы, рестораны и ночные клубы. Улица Абди Ипекчи, самая дорогая торговая улица Турции с точки зрения стоимости аренды, простирается от районов Мачка и Тешвикие до центра Нишанташи. 

## История
Нишанташи был заселён при правлении османского султана Абдул-Меджида I в середине XIX века. Он установил два обелиска, чтобы определить начало и конец квартала. Также султан приказал возвести в этом районе жандармерию Тешвикие в неоклассическом стиле и мечеть Тешвикие в стиле необарокко, чтобы жители Стамбула охотнее селились в новом квартале (отсюда название Тешвикие, что означает поощрение в переводе со османского языка). 
Название Nişantaşı с турецкого языка буквально переводится как «прицельный камень». Прицельные камни устанавливались в период Османской империи, чтобы отмечать дальность стрельбы из лука османских лучников и султанов. Некоторые из этих прицельных камней, которые имеют форму небольших обелисков и содержат османские надписи, до сих пор находятся на тротуарах Нишанташи в качестве памятников прошлого. Надписи дают информацию о дате, стрелке и расстоянии, на которое была выпущена стрела. 
После Балканских войн 1912–1913 годов многие турки из Македонии, особенно Салоник, поселились в стамбульском квартале Нишанташи; в том числе семья известного турецкого поэта Назыма Хикмета. Помимо турок в квартале также проживали значительные греческие, еврейские, армянские и левантийские общины. 
Здание Технического лицей в Мачке (тур. Maçka Akif Tuncel Teknik ve Endüstri Meslek Lisesi) было изначально построено итальянцами, которое они рассчитывали сделать своим новым посольством в Стамбуле. Однако, когда Анкара стала новой столицей Турции в 1923 году, здание было передано в дар Турецкой Республике и с тех пор использовалось как школа. На проспекте Нишанташи расположены три государственные начальные школы (начальная школа Нилюфер Хатун, начальная школа Саит Чифтчи и начальная школа Мачка) и две государственные средние школы (средняя школа Рюштю Узел, средняя школа Нури Акын). В квартале также находятся престижная частная школа Фейзие фонда Ишик (тур. Feyziye Mektepleri Vakfı Işık Okulları). Она была основана в 1885 году как начальная школа Шемси Эфенди в османскихСалониках (Мустафа Кемаль Ататюрк, основатель и первый президент Турецкой Республики, был её учеником). Ряд зданий факультетов Стамбульского университета и Университета Мармара также расположены в Нишанташи. 

## Нынешнее время
Ныне Нишанташи — элитный торговый квартал и богатый, светский жилой район, в котором проживают многие представители богемы. Квартал служит местом действия для нескольких романов нобелевского лауреата турецкого писателя Орхана Памука, который является местным жителем.